# آنا کوزیوپا
آنا کوزیوپا (انگلیسی: Anna Kozyupa؛ زادهٔ ۷ مارس ۱۹۹۵) بازیکن فوتبال اهل بلاروس است.
وی همچنین در تیم‌های ملی فوتبال Belarus women's national under-17 football team, Belarus women's national under-19 football team، و Belarus women's national football team بازی کرده‌است.